# Hanchuan
Hanchuan (en chino, 汉川; pinyin, Hànchuān (escuchar)ⓘ) es un municipio bajo la administración directa de la ciudad-prefectura de Xiaogan. Se ubica al este de la provincia de Hubei, sur de la República Popular China. Su área es de 1658 km² y su población total para 2016 superó el 1,09 millón de habitantes. 

## Administración
El Municipio Hanchuan se divide en 22 pueblos que se administran en 2 subdistritos, 14 poblados y 6 villas.

## Toponimia
El topónimo Hanchuan [/Jan-chuán/] significa "río Han", el mayor afluente del Yangtse, que atraviesa la ciudad.